# Мынчаково
Мынчаково — деревня в Вологодском районе Вологодской области.
Входит в состав Кубенского сельского поселения (с 1 января 2006 года по 8 апреля 2009 года была центром Высоковского сельского поселения), с точки зрения административно-территориального деления — центр Высоковского сельсовета.
Расстояние до районного центра Вологды по автодороге — 70 км, до центра муниципального образования Кубенского по прямой — 29 км. Ближайшие населённые пункты — Долматово, Лаврентьево, Доманово, Борисоглебское, Ермолово, Поповское.
По переписи 2002 года население — 366 человек (175 мужчин, 191 женщина). Преобладающая национальность — русские (99 %).